# إليفاليت ريمينغتون
إليفاليت ريمينغتون (بالإنجليزية: Eliphalet Remington)‏ (28 أكتوبر 1793 - 12 أغسطس 1861) صمم بندقية ريمينغتون وأسس ما يعرف الآن باسم شركة ريمينغتون للأسلحة، في الأصل كانت الشركة معروفة باسم إي. ريمينغتون (E. Remington ) ثم باسم إي. ريمينغتون وابنه (E. Remington and Son) وأخيرا باسم إي. ريمينغتون وأولاده (E. Remington and Sons).

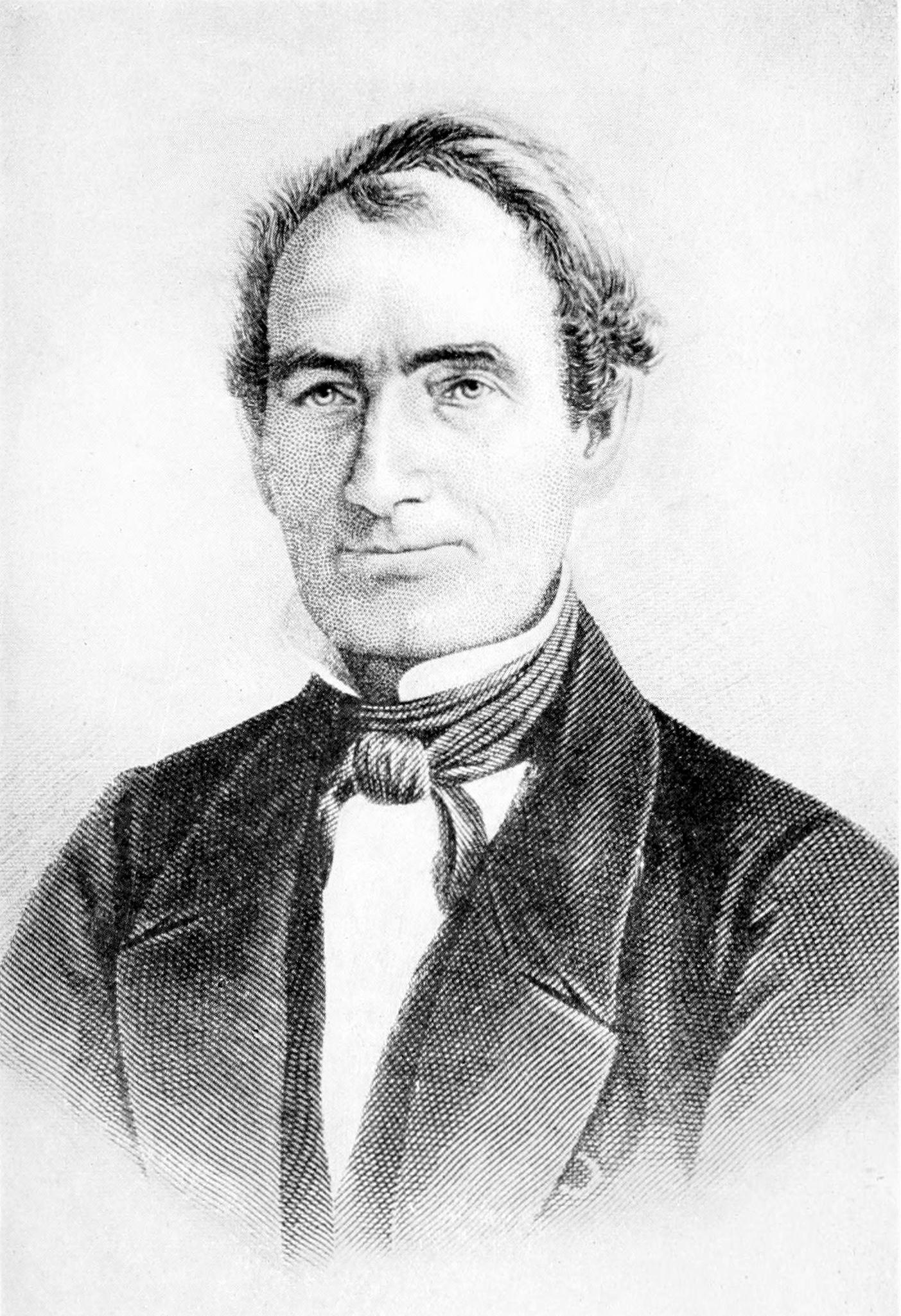

## روابط خارجية
- The Remington Family and Works of Ilion, NY
- إليفاليت ريمينغتون على موقع فايند أغريف

Note: Some links from this website are no longer found.